# Aleksander Mazzucato

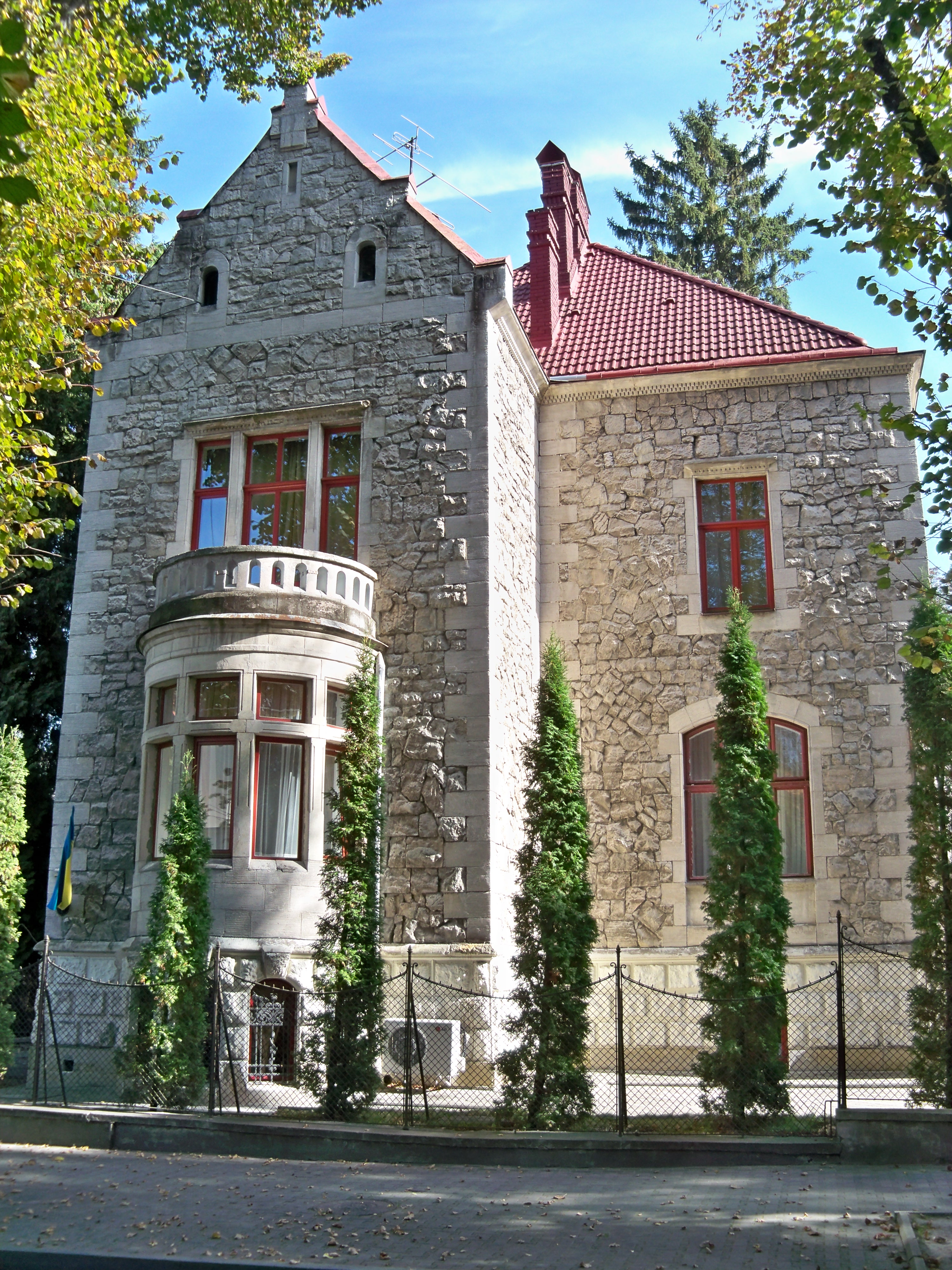
Budynek byłego domu A. Mazzucato we Lwowie

Aleksander Mazzucato (ur. 28 kwietnia lub 2 maja 1903 we Lwowie, zm. 5 stycznia 1968 w Londynie) – polski księgarz, wydawca.

## Życiorys
Urodził się 28 kwietnia lub 2 maja 1903 we Lwowie. W 1917 przerwał naukę szkolną i został praktykantem w Księgarni Polskiej Bernarda Połonieckiego. Uczestniczył w walkach o niepodległość Polski i polskość Lwowa. W 1921 powrócił do nauki w gimnazjum i w 1923 zdał egzamin maturalny. W tym samym roku podjął pracę w księgarni Książnicy Polskiej, od 1924 przekształconej w księgarnię wydawnictwa Książnica-Atlas, w 1926 został jej kierownikiem, w 1936 przejął ją na własność i do września 1939 prowadził pod nazwą Księgarnia „Książka” we Lwowie pod adresem ulicy Czarnieckiego 12. Od 1938 prowadził także pod firmą księgarni działalność wydawniczą. We Lwowie zamieszkiwał w domu przy ulicy Herburtów 7. 
Został zmobilizowany w sierpniu 1939 w stopniu porucznika artylerii, po wybuchu II wojny światowej przedostał się przez Rumunię do Francji, następnie w czerwcu 1940 do Szkocji. Od 1943 do 1945 był kierownikiem działu wydawnictw polskich Ministerstwa Handlu, Przemysłu i Żeglugi. Będąc jeszcze w służbie wojskowej pracował w wydawnictwa Wydziału Kultury i Prasy.
Od kwietnia 1945 prowadził w Londynie księgarnię Alma Book Co Ltd, prowadził pod jej firmą działalność wydawniczą, głównie z zakresu techniki, przyrody i rzemiosła, klasyki literatury polskiej. Łącznie wydał ok. 70 książek. Został naturalizowany 5 stycznia 1951. Zmarł nagle 5 stycznia 1968 w Londynie. Został pochowany na cmentarzu North Sheen. W tym samym miejscu spoczęła Patricia Mazzucato (1915-1998).

## Wybrane wydawnictwa
- Leopold Blaustein: Lenistwo u dzieci i młodzieży (źródła i sposoby leczenia) (1936)
- Wymagania przy egzaminie państwowym dla nauczycieli szkół średnich (1937)[8]
- Wyższe kursy nauczycielskie. Zakres wymagań przy egzaminach wstępnych i eksternów (1937)
- Ludwik Taras: Pragmatyka nauczycielska (1937)[9]
- Leon Matwijowski: Prawo ormiańskie w dawnej Polsce (1939)[10]
- Bronisław Kocowski: Sprawa polska w okresie wielkiej wojny 1914-1918 (1939)[11]
- Jan Kuchta: Psychologia głębi (Z. Freud. - A. Adler, - K. G. Jung) (1939)